# Hughtun Hector
Hughton Hector (ur. 16 października 1984 w Point Fortín) – trynidadzko-tobagijski piłkarz występujący na pozycji ofensywnego pomocnika, obecnie zawodnik wietnamskiego Sông Lam Nghệ An.

## Kariera klubowa
Hector jest wychowankiem zespołu W Connection z siedzibą w mieście San Fernando. Szybko wywalczył sobie miejsce w wyjściowym składzie i został jednym z najzdolniejszych pomocników w kraju. Już w swoim debiutanckim sezonie w TT Pro League wywalczył z Connection wicemistrzostwo Trynidadu i Tobago. Rok później triumfował za to w rozgrywkach CFU Club Championship. Zdobył także dwa krajowe puchary – First Citizen Cup i Goal Shield. W październiku 2010 przebywał na testach w ukraińskim FK Sewastopol, natomiast w marcu 2011 w amerykańskim New York Red Bulls.
W 2012 roku, razem ze swoim rodakiem Shahdonem Winchesterem, Hector przeniósł się za sumę 25 tysięcy euro do drużyny mistrza Wietnamu – Sông Lam Nghệ An z miasta Vinh. W V-League zadebiutował 1 stycznia w zremisowanym 0:0 spotkaniu z T&T Hà Nội, natomiast premierowego gola w nowym zespole strzelił dwa tygodnie później w konfrontacji z tym samym przeciwnikiem, zakończonej ostatecznie wynikiem 2:2.

## Kariera reprezentacyjna
W seniorskiej reprezentacji Trynidadu i Tobago Hector zadebiutował 12 lipca 2009 w wygranym 3:2 meczu towarzyskim z Saint Kitts i Nevis. Wystąpił w jednym meczu wchodzącym w skład eliminacji do Mistrzostw Świata 2010, jednak jego zespół nie zdołał się wówczas zakwalifikować na mundial. Premierowego gola w kadrze narodowej strzelił 21 września 2010 w wygranym 3:0 sparingu z Saint Lucia. Brał także udział w eliminacjach do Mistrzostw Świata 2014, podczas których wpisał się na listę strzelców w wygranej 4:0 konfrontacji z Barbadosem, lecz Trynidadczycy ponownie nie awansowali na światowy czempionat.